# První vláda Li Kche-čchianga
První vláda Li Kche-čchianga byla od 16. března 2013 do 17. března 2018 Státní rada Čínské lidové republiky, čínská vláda, vedená předsedou Státní rady Li Kche-čchiangem. Jednalo se v pořadí o dvanáctou Státní radu. Li Kche-čchiang byl nominován na premiéra prezidentem Si Ťin-pchingem a následně byl zvolen, resp. schválen, 15. března 2013 na 5. plenárním zasedání 1. schůze 12. Všečínského shromáždění lidových zástupců. Na nominaci premiéra byli poté 16. března 2013 na 6. plenárním zasedání 1. schůze 12. VSLZ formálně zvoleni vicepremiéři, státní poradci, ministři a ředitelé v čele ministerstev a komisí, guvernér centrální banky, generální auditor a generální tajemník Státní rady.

## Seznam členů vlády
| Stálý výbor 13. Státní rady                             | Stálý výbor 13. Státní rady                | Stálý výbor 13. Státní rady                | Stálý výbor 13. Státní rady | Stálý výbor 13. Státní rady | Stálý výbor 13. Státní rady                | Stálý výbor 13. Státní rady |
| Úřad                                                    | Jméno a portrét                            | Jméno a portrét                            | Strana                      | Strana                      | Nástup do úřadu                            | Opuštění úřadu              |
| ------------------------------------------------------- | ------------------------------------------ | ------------------------------------------ | --------------------------- | --------------------------- | ------------------------------------------ | --------------------------- |
| Premiér                                                 | Li Kche-čchiang 李克强                     |                                            |                             | KS Číny                     | 15. března 2013                            | 19. března 2018             |
| První vicepremiér                                       | Čang Kao-li 张高丽                         |                                            |                             | KS Číny                     | 16. března 2013                            | 19. března 2018             |
| Vicepremiérka                                           | Liou Jen-tung 刘延东                       |                                            |                             | KS Číny                     | 16. března 2013                            | 19. března 2018             |
| Vicepremiér                                             | Wang Jang 汪洋                             |                                            |                             | KS Číny                     | 16. března 2013                            | 19. března 2018             |
| Vicepremiér                                             | Ma Kchaj 马凯                              |                                            |                             | KS Číny                     | 16. března 2013                            | 19. března 2018             |
| Státní poradce Generální tajemník Státní rady           | Jang Ťing 杨晶                             |                                            |                             | KS Číny                     | 16. března 2013                            | 24. února 2018              |
| Státní poradce Ministr národní obrany                   | generálplukovník Čchang Wan-čchüan 常万全  |                                            |                             | KS Číny                     | 16. března 2013                            | 19. března 2018             |
| Státní poradce                                          | Jang Ťie-čch’ 杨洁篪                       |                                            |                             | KS Číny                     | 16. března 2013                            | 19. března 2018             |
| Státní poradce                                          | Kuo Šeng-kchun 郭声琨                      |                                            |                             | KS Číny                     | 16. března 2013                            | 19. března 2018             |
| Ministr veřejné bezpečnosti                             | Kuo Šeng-kchun 郭声琨                      | 16. března 2013 (poprvé 29. prosince 2012) | 4. listopadu 2017           | KS Číny                     |                                            |                             |
| Státní poradce                                          | Wang Jung 王勇                             |                                            |                             | KS Číny                     | 16. března 2013                            | 19. března 2018             |
| Ostatní členové Státní rady                             |                                            |                                            |                             |                             |                                            |                             |
| Úřad                                                    | Jméno                                      | Jméno                                      | Strana                      | Strana                      | Nástup do úřadu                            | Opuštění úřadu              |
| Ministr zahraničních věcí                               | Wang I 王毅                                | Wang I 王毅                                |                             | KS Číny                     | 16. března 2013                            | 19. března 2018             |
| Předseda Národní rozvojové a reformní komise            | Sü Šao-š’ 徐绍史                           | Sü Šao-š’ 徐绍史                           |                             | KS Číny                     | 16. března 2013                            | 24. února 2017              |
| Předseda Národní rozvojové a reformní komise            | Che Li-feng 何立峰                         | Che Li-feng 何立峰                         |                             | KS Číny                     | 24. února 2017                             | 19. března 2018             |
| Ministr školství                                        | Jüan Kuej-žen 袁贵仁                       | Jüan Kuej-žen 袁贵仁                       |                             | KS Číny                     | 16. března 2013 (poprvé 31. října 2009)    | 2. července 2016            |
| Ministr školství                                        | Čchen Pao-šeng 陈宝生                      | Čchen Pao-šeng 陈宝生                      |                             | KS Číny                     | 2. července 2016                           | 19. března 2018             |
| Ministr pro vědu a technologie                          | Wan Kang 万钢                              | Wan Kang 万钢                              |                             | Č’-kung-tang                | 16. března 2013 (poprvé 27. dubna 2007)    | 19. března 2018             |
| Ministr průmyslu a informatizace                        | Miao Wej 苗圩                              | Miao Wej 苗圩                              |                             | KS Číny                     | 16. března 2013 (poprvé 21. prosince 2010) | 19. března 2018             |
| Ředitel Státní komise pro národnostní záležitosti       | Wang Čeng-wej 王正伟                       | Wang Čeng-wej 王正伟                       |                             | KS Číny                     | 16. března 2013                            | 28. dubna 2016              |
| Ředitel Státní komise pro národnostní záležitosti       | Bagatur ᠪᠠᠭᠠᠲᠦᠷ 巴特尔                     | Bagatur ᠪᠠᠭᠠᠲᠦᠷ 巴特尔                     |                             | KS Číny                     | 28. dubna 2016                             | 19. března 2018             |
| Ministr veřejné bezpečnosti                             | Generální komisař Čao Kche-č' 赵克志       | Generální komisař Čao Kche-č' 赵克志       |                             | KS Číny                     | 4. listopadu 2017                          | 19. března 2018             |
| Ministr státní bezpečnosti                              | Generální komisař Keng Chuej-čchang 耿惠昌 | Generální komisař Keng Chuej-čchang 耿惠昌 |                             | KS Číny                     | 16. března 2013 (poprvé 30. srpna 2007)    | 7. listopadu 2016           |
| Ministr státní bezpečnosti                              | Generální komisař Čchen Wen-čching 陈文清  | Generální komisař Čchen Wen-čching 陈文清  |                             | KS Číny                     | 7. listopadu 2016                          | 19. března 2018             |
| Ministr kontroly                                        | Chuang Šu-sien 黄树贤                      | Chuang Šu-sien 黄树贤                      |                             | KS Číny                     | 16. března 2013                            | 7. listopadu 2016           |
| Ministr kontroly                                        | Jang Siao-tu 杨晓渡                        | Jang Siao-tu 杨晓渡                        |                             | KS Číny                     | 7. listopadu 2016                          | 19. března 2018             |
| Ministr pro občanské záležitosti                        | Li Li-kuo 李立国                           | Li Li-kuo 李立国                           |                             | KS Číny                     | 16. března 2013 (poprvé 25. června 2010)   | 7. listopadu 2016           |
| Ministr pro občanské záležitosti                        | Chuang Šu-sien 黄树贤                      | Chuang Šu-sien 黄树贤                      |                             | KS Číny                     | 7. listopadu 2016                          | 19. března 2018             |
| Ministr spravedlnosti                                   | Wu Aj-jing 吴爱英                          | Wu Aj-jing 吴爱英                          |                             | KS Číny                     | 16. března 2013 (poprvé 1. července 2005)  | 24. února 2017              |
| Ministr spravedlnosti                                   | Čang Ťün 吴爱英                            | Čang Ťün 吴爱英                            |                             | KS Číny                     | 24. února 2017                             | 19. března 2018             |
| Ministr financí                                         | Lou Ťi-wej 楼继伟                          | Lou Ťi-wej 楼继伟                          |                             | KS Číny                     | 16. března 2013                            | 7. listopadu 2016           |
| Ministr financí                                         | Siao Ťie 肖捷                              | Siao Ťie 肖捷                              |                             | KS Číny                     | 7. listopadu 2016                          | 19. března 2018             |
| Ministr lidských zdrojů a sociálního zabezpečení        | Jin Wej-min 尹蔚民                         | Jin Wej-min 尹蔚民                         |                             | KS Číny                     | 16. března 2013 (poprvé 17. března 2008)   | 19. března 2018             |
| Ministr půdy a zdrojů                                   | Ťiang Ta-ming 姜大明                       | Ťiang Ta-ming 姜大明                       |                             | KS Číny                     | 16. března 2013                            | 19. března 2018             |
| Ministr ochrany životního prostředí                     | Čou Šeng-sien 陈吉宁                       | Čou Šeng-sien 陈吉宁                       |                             | KS Číny                     | 16. března 2013 (poprvé 17. března 2008)   | 27. února 2015              |
| Ministr ochrany životního prostředí                     | Čchen Ťi-ning 陈吉宁                       | Čchen Ťi-ning 陈吉宁                       |                             | KS Číny                     | 27. února 2015                             | 27. června 2017             |
| Ministr ochrany životního prostředí                     | Li Kan-ťie 李干杰                          | Li Kan-ťie 李干杰                          |                             | KS Číny                     | 27. června 2017                            | 19. března 2018             |
| Ministr pro bydlení a rozvoje měst a venkova            | Ťiang Wej-sin 姜伟新                       | Ťiang Wej-sin 姜伟新                       |                             | KS Číny                     | 16. března 2013 (poprvé 17. března 2008)   | 27. června 2014             |
| Ministr pro bydlení a rozvoje měst a venkova            | Čchen Čeng-kao 陈政高                      | Čchen Čeng-kao 陈政高                      |                             | KS Číny                     | 27. června 2014                            | 27. června 2017             |
| Ministr pro bydlení a rozvoje měst a venkova            | Wang Meng-chuej 王蒙徽                     | Wang Meng-chuej 王蒙徽                     |                             | KS Číny                     | 27. června 2017                            | 19. března 2018             |
| Ministr dopravy                                         | Jang Čchuan-tchang 杨传堂                  | Jang Čchuan-tchang 杨传堂                  |                             | KS Číny                     | 16. března 2013 (poprvé 31. srpna 2012)    | 3. září 2016                |
| Ministr dopravy                                         | Li Siao-pcheng 李小鹏                      | Li Siao-pcheng 李小鹏                      |                             | KS Číny                     | 3. září 2016                               | 19. března 2018             |
| Ministr vodních zdrojů                                  | Čchen Lej 陈雷                             | Čchen Lej 陈雷                             |                             | KS Číny                     | 16. března 2013 (poprvé 27. dubna 2007)    | 19. března 2018             |
| Ministr zemědělství                                     | Chan Čchang-fu 韩长赋                      | Chan Čchang-fu 韩长赋                      |                             | KS Číny                     | 16. března 2013 (poprvé 26. prosince 2009) | 19. března 2018             |
| Ministr obchodu                                         | Kao Chu-čcheng 高虎城                      | Kao Chu-čcheng 高虎城                      |                             | KS Číny                     | 16. března 2013                            | 24. února 2017              |
| Ministr obchodu                                         | Čung Šan 钟山                              | Čung Šan 钟山                              |                             | KS Číny                     | 24. února 2017                             | 19. března 2018             |
| Ministr kultury                                         | Cchaj Wu 蔡武                              | Cchaj Wu 蔡武                              |                             | KS Číny                     | 16. března 2013 (poprvé 17. března 2008)   | 28. prosince 2014           |
| Ministr kultury                                         | Luo Šu-kang 雒树刚                         | Luo Šu-kang 雒树刚                         |                             | KS Číny                     | 28. prosince 2014                          | 19. března 2018             |
| Ředitelka Národní komise pro zdraví a rodinné plánování | Li Pin 李斌                                | Li Pin 李斌                                |                             | KS Číny                     | 16. března 2013                            | 19. března 2018             |
| Guvernér Čínské lidové banky                            | Čou Siao-čchuan 周小川                     | Čou Siao-čchuan 周小川                     |                             | KS Číny                     | 16. března 2013 (poprvé 28. prosince 2002) | 19. března 2018             |
| Generální auditor Národního kontrolního úřadu           | Liou Ťia-i 周小川                          | Liou Ťia-i 周小川                          |                             | KS Číny                     | 16. března 2013 (poprvé 17. března 2008)   | 27. dubna 2017              |
| Generální auditor Národního kontrolního úřadu           | Chu Ce-ťün 胡泽君                          | Chu Ce-ťün 胡泽君                          |                             | KS Číny                     | 27. dubna 2017                             | 19. března 2018             |